# Guyanas herrlandslag i fotboll
Guyanas herrlandslag i fotboll började spela den 28 januari 1921 som Brittiska Guyana, då man bortaslog Nederländska Guyana (senare Surinam) med 2-1.

## Historik
Guyanas, fram till 1966 Brittiska Guyanas, fotbollsförbund bildades 1902 och är medlem av Fifa och Concacaf.
Guyana är, under oktober 2006, på sin högsta plats nånsin i Fifa:s ranking då man f.n. har tio raka segrar som sträcker sig mellan september 2005 och oktober 2006.

### VM
- 1930 till 1974 - Deltog ej
- 1978 till 1998 - Kvalade inte in
- 2002 - Avstängda av Fifa
- 2006 - Kvalade inte in

I kvalet till VM i Tyskland 2006 åkte man ut i första omgången efter två förluster mot Grenada.

### Concacaf mästerskap
- 1941 till 1961 - Deltog ej
- 1963 till 1969 - Deltog ej
- 1971 - Kvalade inte in
- 1973 - Deltog ej
- 1977 - Kvalade inte in
- 1981 - Kvalade inte in
- 1985 - Kvalade inte in
- 1989 - Kvalade inte in
- 1991 - Kvalade inte in
- 1993 - Kvalade inte in
- 1996 - Kvalade inte in
- 1998 - Kvalade inte in
- 2000 - Kvalade inte in
- 2002 - Kvalade inte in
- 2003 - Kvalade inte in
- 2005 - Drog sig ur
- 2007 - Kvalade inte in

### Karibiska mästerskapet
- 1989 - Deltog ej
- 1990 - Kvalade inte in
- 1991 - 4:e plats
- 1992 - Kvalade inte in
- 1993 - Kvalade inte in
- 1994 - Kvalade inte in
- 1995 - Kvalade inte in
- 1996 - Kvalade inte in
- 1997 - Kvalade inte in
- 1998 - Kvalade inte in
- 1999 - Kvalade inte in
- 2001 - Kvalade inte in
- 2005 - Drog sig ur
- 2007 - Första omgången

## Anmärkningslista
1. ↑  BGU som Brittiska Guyana.